# Liste der Bodendenkmäler in Freystadt
Auf dieser Seite sind die Bodendenkmäler in der Oberpfälzer Stadt Freystadt zusammengestellt. Diese Tabelle ist eine Teilliste der Liste der Bodendenkmäler in Bayern. Grundlage ist die Bayerische Denkmalliste, die auf Basis des Bayerischen Denkmalschutzgesetzes vom 1. Oktober 1973 erstmals erstellt wurde und seither durch das Bayerische Landesamt für Denkmalpflege geführt wird. Die folgenden Angaben ersetzen nicht die rechtsverbindliche Auskunft der Denkmalschutzbehörde.

## Bodendenkmäler in Freystadt
| Lage                              | Objekt | Akten-Nr.     | Bild |
| --------------------------------- | --- | ------------- | ---- |
| Freystadt (Standort)              | Mesolithische Freilandstation, Siedlungen der Bronzezeit und der Spätlatènezeit. | D-3-6733-0005 |      |
| Freystadt (Standort)              | Siedlungen der Bronzezeit und der Spätlatènezeit. | D-3-6733-0006 |      |
| Freystadt (Standort)              | Mesolithische Freilandstation, Siedlung der Spätbronze- und Urnenfelderzeit. | D-3-6733-0007 |      |
| Freystadt (Standort)              | Vorgeschichtliche Höhensiedlung, mittelalterlicher Burgstall, spätmittelalterliche und frühneuzeitliche Klosterwüstung, untertägige Befunde im Bereich der ehem. Wallfahrtskapelle Vierzehn Nothelfer, darunter die Spuren von Vorgängerbauten.                                    | D-3-6733-0008 |      |
| Freystadt (Standort)              | Vorgeschichtlicher Bestattungsplatz mit verebneten Grabhügeln. | D-3-6733-0009 |      |
| Freystadt (Standort)              | Vorgeschichtlicher Bestattungsplatz mit verebneten Grabhügeln. | D-3-6733-0010 |      |
| Freystadt (Standort)              | Vorgeschichtlicher Bestattungsplatz mit verebneten Grabhügeln. | D-3-6733-0011 |      |
| Freystadt (Standort)              | Siedlungen der Jungsteinzeit, der Urnenfelderzeit und der Latènezeit. | D-3-6733-0012 |      |
| Pyrbaum (Standort)                | Siedlung der Späthallstatt-/Frühlatènezeit. | D-3-6733-0024 |      |
| Freystadt (Standort)              | Archäologische Befunde und Funde im Bereich der Kath. Pfarrkirche St. Willibald in Möning, darunter die Spuren von Vorgängerbauten bzw. älteren Bauphasen. | D-3-6733-0035 |      |
| Freystadt (Standort)              | Archäologische Befunde und Funde im Bereich der Kath. Pfarrkirche St. Peter und Paul in Freystadt, darunter die Spuren von Vorgängerbauten bzw. älteren Bauphasen. | D-3-6733-0036 |      |
| Freystadt (Standort)              | Archäologische Befunde und Funde im Bereich der Kath. Pfarrkirche St. Blasius in Mörsdorf, darunter die Spuren von Vorgängerbauten bzw. älteren Bauphasen und eines abgegangenen mittelalterlichen Adelsitzes.                                                                     | D-3-6733-0040 |      |
| Freystadt (Standort)              | Siedlung der Jungsteinzeit. | D-3-6733-0041 |      |
| Freystadt (Standort)              | Archäologische Befunde und Funde im Bereich der Kath. Filialkirche St. Martin in Rohr, darunter die Spuren von Vorgängerbauten bzw. älteren Bauphasen. | D-3-6733-0043 |      |
| Freystadt (Standort)              | Archäologische Befunde der frühen Neuzeit im Bereich der Kath. Wallfahrtskirche Maria-Hilf in Freystadt, darunter die Spuren von Vorgängerbauten bzw. älterer Bauphasen. | D-3-6733-0047 |      |
| Freystadt (Standort)              | Untertägige Befunde im Bereich des Franziskanerklosters in Freystadt, darunter die Spuren älterer Bauphasen. | D-3-6733-0048 |      |
| Mühlhausen (Oberpfalz) (Standort) | Siedlungen der Urnenfelderzeit und Latènezeit. | D-3-6734-0014 |      |
| Freystadt (Standort)              | Vorgeschichtliche Siedlung. | D-3-6734-0015 |      |
| Freystadt (Standort)              | Siedlung vor- und frühgeschichtlicher Zeitstellung. | D-3-6734-0023 |      |
| Freystadt (Standort)              | Siedlung vor- und frühgeschichtlicher Zeitstellung. | D-3-6734-0026 |      |
| Freystadt (Standort)              | Bestattungsplatz vor- und frühgeschichtlicher Zeitstellung. | D-3-6734-0029 |      |
| Freystadt (Standort)              | Siedlungen der Jungsteinzeit und der Spätlatènezeit. | D-3-6734-0046 |      |
| Freystadt (Standort)              | Vorgeschichtliche Siedlung. | D-3-6734-0048 |      |
| Freystadt (Standort)              | Vorgeschichtlicher Bestattungsplatz mit Grabhügeln. | D-3-6734-0049 |      |
| Freystadt (Standort)              | Vorgeschichtliche Siedlung. | D-3-6734-0051 |      |
| Freystadt (Standort)              | Mittelalterlicher Burgstall. | D-3-6734-0056 |      |
| Freystadt (Standort)              | Frühmittelalterliches Reihengräberfeld, vorgeschichtliche Siedlung. | D-3-6734-0066 |      |
| Freystadt (Standort)              | Archäologische Befunde des Mittelalters und der frühen Neuzeit im Bereich der Kath. Filialkirche St. Willibald in Großthundorf, darunter die Spuren von Vorgängerbauten bzw. älterer Bauphasen.                                                                                    | D-3-6734-0067 |      |
| Freystadt (Standort)              | Archäologische Befunde und Funde im Bereich der Kath. Pfarrkirche St. Katharina in Sondersfeld, darunter die Spuren von Vorgängerbauten bzw. älterer Bauphasen. | D-3-6734-0071 |      |
| Freystadt (Standort)              | Bestattungsplatz der Hallstattzeit mit Grabhügeln. | D-3-6734-0075 |      |
| Freystadt (Standort)              | Siedlung und Gräberfeld der späten Kaiserzeit bzw. der Völkerwanderungszeit. | D-3-6833-0001 |      |
| Freystadt (Standort)              | Vorgeschichtliche Siedlung. | D-3-6833-0002 |      |
| Freystadt (Standort)              | Vorgeschichtliche Siedlung. | D-3-6833-0003 |      |
| Freystadt (Standort)              | Mesolithische Freilandstation, bronzezeitliche Siedlung. | D-3-6833-0004 |      |
| Freystadt (Standort)              | Vorgeschichtliche Siedlung. | D-3-6833-0005 |      |
| Freystadt (Standort)              | Vorgeschichtliche Siedlung. | D-3-6833-0006 |      |
| Freystadt (Standort)              | Mesolithische Freilandstation, Siedlungen der Urnenfelderzeit, der Latènezeit und der späten Kaiserzeit bzw. Völkerwanderungszeit. | D-3-6833-0007 |      |
| Freystadt (Standort)              | Mesolithische Freilandstation, Siedlungen der Jungsteinzeit, der Urnenfelderzeit, der Hallstattzeit, der Spätlatènezeit und der mittleren sowie späten Kaiserzeit bzw. Völkerwanderungszeit, Gräberfelder der Urnenfelderzeit und der späten Kaiserzeit bzw. Völkerwanderungszeit. | D-3-6833-0008 |      |
| Freystadt (Standort)              | Siedlungen der Urnenfelderzeit, der Spätlatènezeit und späten Kaiserzeit bzw. Völkerwanderungszeit. | D-3-6833-0009 |      |
| Freystadt (Standort)              | Siedlungen der mittleren Bronzezeit und der Frühlatènezeit. | D-3-6833-0010 |      |
| Freystadt (Standort)              | Vorgeschichtliche Siedlung. | D-3-6833-0012 |      |
| Freystadt (Standort)              | Vorgeschichtliche Siedlung. | D-3-6833-0013 |      |
| Freystadt (Standort)              | Siedlungen der Urnenfelderzeit und der Latènezeit. | D-3-6833-0014 |      |
| Freystadt (Standort)              | Vorgeschichtliche Siedlung. | D-3-6833-0015 |      |
| Freystadt (Standort)              | Vorgeschichtliche Siedlung. | D-3-6833-0016 |      |
| Freystadt (Standort)              | Archäologische Befunde und Funde des Mittelalters und der frühen Neuzeit im historischen Stadtkern von Freystadt. | D-3-6833-0017 |      |
| Freystadt (Standort)              | Untertägige Befunde der mittelalterlichen Stadtbefestigung von Freystadt. | D-3-6833-0018 |      |
| Freystadt (Standort)              | Archäologische Befunde des Mittelalters und der frühen Neuzeit im Bereich der Kath. Spitalkirche Hl. Dreifaltigkeit und des zugehörigen Spitals in Freystadt, darunter die Spuren von Vorgängerbauten bzw. älterer Bauphasen.                                                      | D-3-6833-0019 |      |
| Freystadt (Standort)              | Mittelalterlicher Burgstall, archäologische Befunde des Mittelalters und der frühen Neuzeit im Bereich der Kath. Pfarrkirche St. Gangolf in Burggriesbach, darunter die Spuren von Vorgängerbauten bzw. älterer Bauphasen.                                                         | D-3-6834-0079 |      |
| Freystadt (Standort)              | Siedlungen der Hallstattzeit und der Latènezeit. | D-3-6834-0081 |      |
| Freystadt (Standort)              | Vorgeschichtliche Siedlung. | D-3-6834-0082 |      |
| Freystadt (Standort)              | Mittelalterlicher Burgstall. | D-3-6834-0083 |      |
| Freystadt (Standort)              | Mittelalterlicher Turmhügel Gutser Schloß. | D-3-6834-0084 |      |
| Freystadt (Standort)              | Wallanlage vor- und frühgeschichtlicher Zeitstellung oder des Mittelalters und der frühen Neuzeit. | D-3-6834-0085 |      |
| Freystadt (Standort)              | Vorgeschichtliche Siedlung. | D-3-6834-0086 |      |
| Freystadt (Standort)              | Mesolithische Freilandstation, spätlatènezeitliche Siedlung. | D-3-6834-0089 |      |
| Freystadt (Standort)              | Vorgeschichtliche Siedlung. | D-3-6834-0090 |      |
| Freystadt (Standort)              | Bestattungsplatz der Hallstattzeit mit verebneten Grabhügeln. | D-3-6834-0091 |      |
| Freystadt (Standort)              | Mesolithische Freilandstation, Siedlungen der Urnenfelderzeit und der Latènezeit. | D-3-6834-0097 |      |
| Freystadt (Standort)              | Siedlungen des Endneolithikums bzw. der frühen Bronzezeit, der Spätlatènezeit und der römischen Kaiserzeit. | D-3-6834-0098 |      |
| Freystadt (Standort)              | Mittelalterlicher Burgstall. | D-3-6834-0099 |      |
| Freystadt (Standort)              | Vorgeschichtliche Siedlung. | D-3-6834-0100 |      |
| Freystadt (Standort)              | Mesolithische Freilandstation. | D-3-6834-0101 |      |
| Freystadt (Standort)              | Mesolithische Freilandstation, Siedlungen der Urnenfelderzeit und der Latènezeit. | D-3-6834-0102 |      |
| Freystadt (Standort)              | Siedlungen der Jungsteinzeit und der Frühlatènezeit. | D-3-6834-0103 |      |
| Freystadt (Standort)              | Hallstattzeitlicher Bestattungsplatz mit teils verebneten Grabhügeln. | D-3-6834-0104 |      |
| Freystadt (Standort)              | Mesolithische Freilandstation, Siedlungen der Urnenfelderzeit und der Spätlatènezeit. | D-3-6834-0105 |      |
| Freystadt (Standort)              | Vorgeschichtlicher Ringwall. | D-3-6834-0106 |      |
| Freystadt (Standort)              | Mittelalterlicher Burgstall. | D-3-6834-0107 |      |
| Freystadt (Standort)              | Siedlungen der Jungsteinzeit, der mittleren Bronzezeit und der Spätlatènezeit. | D-3-6834-0108 |      |
| Freystadt (Standort)              | Siedlungen der Jungsteinzeit, der Bronzezeit, der Urnenfelderzeit und der Latènezeit. | D-3-6834-0109 |      |
| Freystadt (Standort)              | Siedlung der Frühlatènezeit. | D-3-6834-0110 |      |
| Freystadt (Standort)              | Siedlungen der Jungsteinzeit, der Urnenfelderzeit und der Hallstattzeit. | D-3-6834-0111 |      |
| Freystadt (Standort)              | Siedlung vor- und frühgeschichtlicher Zeitstellung. | D-3-6834-0114 |      |
| Freystadt (Standort)              | Siedlung vor- und frühgeschichtlicher Zeitstellung. | D-3-6834-0117 |      |
| Freystadt (Standort)              | Siedlung vor- und frühgeschichtlicher Zeitstellung. | D-3-6834-0118 |      |
| Freystadt (Standort)              | Siedlung vor- und frühgeschichtlicher Zeitstellung. | D-3-6834-0120 |      |
| Freystadt (Standort)              | Siedlung und Gräber vorgeschichtlicher Zeitstellung. | D-3-6834-0125 |      |
| Freystadt (Standort)              | Archäologische Befunde und Funde der frühen Neuzeit im Bereich der ehem. Friedhofkirche St. Sebastian in Freystadt, darunter die Spuren von älteren Bauphasen. | D-3-6834-0154 |      |
| Freystadt (Standort)              | Frühmittelalterliches Reihengräberfeld, vorgeschichtliche Siedlung. | D-3-6834-0155 |      |
| Freystadt (Standort)              | Archäologische Befunde und Funde des Mittelalters und der frühen Neuzeit im Bereich der Evang.-Luth. Pfarrkirche in Sulzkirchen, darunter die Spuren von Vorgängerbauten bzw. älterer Bauphasen.                                                                                   | D-3-6834-0156 |      |
| Freystadt (Standort)              | Archäologische Befunde und Funde im Bereich der Kath. Pfarrkirche St. Stephan in Thannhausen, darunter die Spuren von Vorgängerbauten bzw. älteren Bauphasen. | D-3-6834-0158 |      |
| Freystadt (Standort)              | Siedlung vor und frühgeschichtlicher Zeitstellung. | D-3-6834-0220 |      |
| Freystadt (Standort)              | Archäologische Befunde des Mittelalters und der frühen Neuzeit im Bereich der Kath. Pfarrkirche St. Ägidius in Forchheim, darunter die Spuren von Vorgängerbauten bzw. älterer Bauphasen.                                                                                          | D-3-6834-0221 |      |
| Freystadt (Standort)              | Archäologische Befunde des Mittelalters und der frühen Neuzeit im Bereich der Kath. Kirche Hl. Dreifaltigkeit in Großberghausen, darunter die Spuren von Vorgängerbauten bzw. älterer Bauphasen.                                                                                   | D-3-6834-0223 |      |
| Freystadt (Standort)              | Archäologische Befunde im Bereich des ehem. Schlosses von Jettenhofen, zuvor mittelalterliche Burg. | D-3-6834-0226 |      |
| Freystadt (Standort)              | Siedlungen der späten römischen Kaiserzeit bzw. der Völkerwanderungszeit sowie des Frühmittelalters. | D-3-6834-0228 |      |
| Freystadt (Standort)              | Archäologische Befunde und Funde des Mittelalters und der frühen Neuzeit im Bereich der Kath. Filialkirche St. Willibald in Lauterbach, darunter die Spuren von Vorgängerbauten bzw. älterer Bauphasen.                                                                            | D-3-6834-0229 |      |
| Freystadt (Standort)              | Siedlung der Spätlatènezeit. | D-3-6834-0236 |      |
| Freystadt (Standort)              | Abschnitt der Kurbayerischen Landesdefensionslinien (1702/1703). | D-3-6834-0237 |      |
| Freystadt (Standort)              | Archäologische Befunde des Mittelalters und der frühen Neuzeit im Bereich der Evang.- Luth. Marienkirche in Oberdorf, darunter die Spuren von Vorgängerbauten bzw. älteren Bauphasen.                                                                                              | D-3-6834-0243 |      |
| Freystadt (Standort)              | Siedlung der Jungsteinzeit. | D-3-6834-0245 |      |
| Freystadt (Standort)              | Vorgeschichtlicher Bestattungsplatz mit Grabhügeln. | D-3-6834-0247 |      |